# Port Clements
Port Clements es un pueblo canadiense situado en la provincia de Columbia Británica.

## Superficie
Port Clements tiene una superficie de 13,07 km².

## Demografía
En 2021, tenía 340 habitantes, una densidad poblacional de 26 hab./km², y 205 viviendas.